# Gustav Scholz (Architekt)

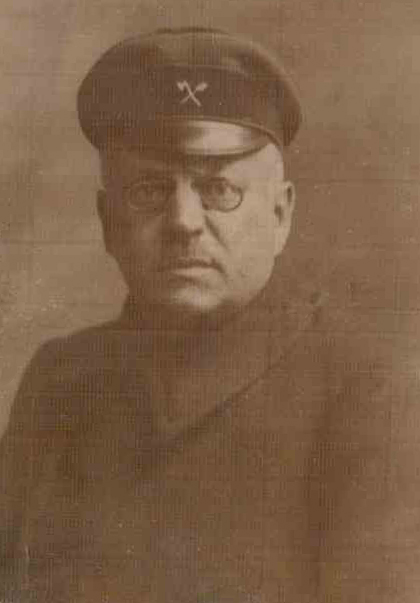
Gustav Scholz

Ernest Wilhelm Gustav Karlowitsch Scholz (russisch Густав Карлович Шольц; * 12. Märzjul. / 24. März 1880greg. in Iwanowskoje, Ujesd Lgow; † 12. Mai 1939 in Stalino) war ein deutsch-russischer Ingenieur und Architekt.

## Leben
Scholz, Sohn des Architekten Carl Scholz und seiner Frau Ernestine geborene Eckert, befreundete sich in seiner Jugend in Iwanowskoje mit Matwejew Schtschawedlew, der Assistent seines Vaters und später sein eigener Assistent wurde. Scholz besuchte die Kursker Realschule (Abschluss 1899) und studierte dann am Polytechnikum zu Riga. 1902 nahm er die russische Staatsbürgerschaft an. Bereits während des Studiums beteiligte er sich an den Arbeiten seines Vaters in Sumy. 1908 schloss er in Riga das Studium als Ingenieur-Architekt mit Auszeichnung ab.
Nach dem Studium führte Scholz die Projekte seines verstorbenen Vaters für die Zuckerfabriken Pawel Iwanowitsch Charitonenkos fort. Ebenso führte er das von Charitonenko finanzierte und 1901 begonnene Projekt für den Bau der Dreifaltigkeitskathedrale in Sumy fort, wobei der Mosaikfußboden ein eigenes Projekt von Alexei Wiktorowitsch Schtschussew war. Charitonenkos Tod 1914 unterbrach den Bau. Nach Erstem Weltkrieg und Russischem Bürgerkrieg wurde das Gebäude als Museum und Haus der Orgelmusik genutzt, Erst 1996 wurde ein Teil der Kathedrale für die Gläubigen geöffnet. Am 1. Juli 2013 wurde an der Dreifaltigkeitskathedrale eine Gedenktafel für Carl Scholz angebracht, wozu auch dessen Nachkommen gekommen waren.
1908 heiratete Scholz Witalija Nikolajewna Lenska, Tochter des Hauptingenieurs der Pawlow-Zuckerraffinerie Nikolai Nikolajewitsch Lenski und seiner Frau Jelena von Raud. Neben den väterlichen Projekten arbeitete Scholz in Sumy am Bau der Semstwo-Bank und des Bezirksgerichts mit und wurde Stadtarchitekt von Sumy. Während des Ersten Weltkrieges diente er als Bauingenieur an der Front unter Dmitri Michailowitsch Karbyschew und nahm an der Brussilow-Offensive teil. 1917 wurde Scholz für die Abnahme des Bezirksgerichtsgebäudes nach Sumy zurückgeholt.

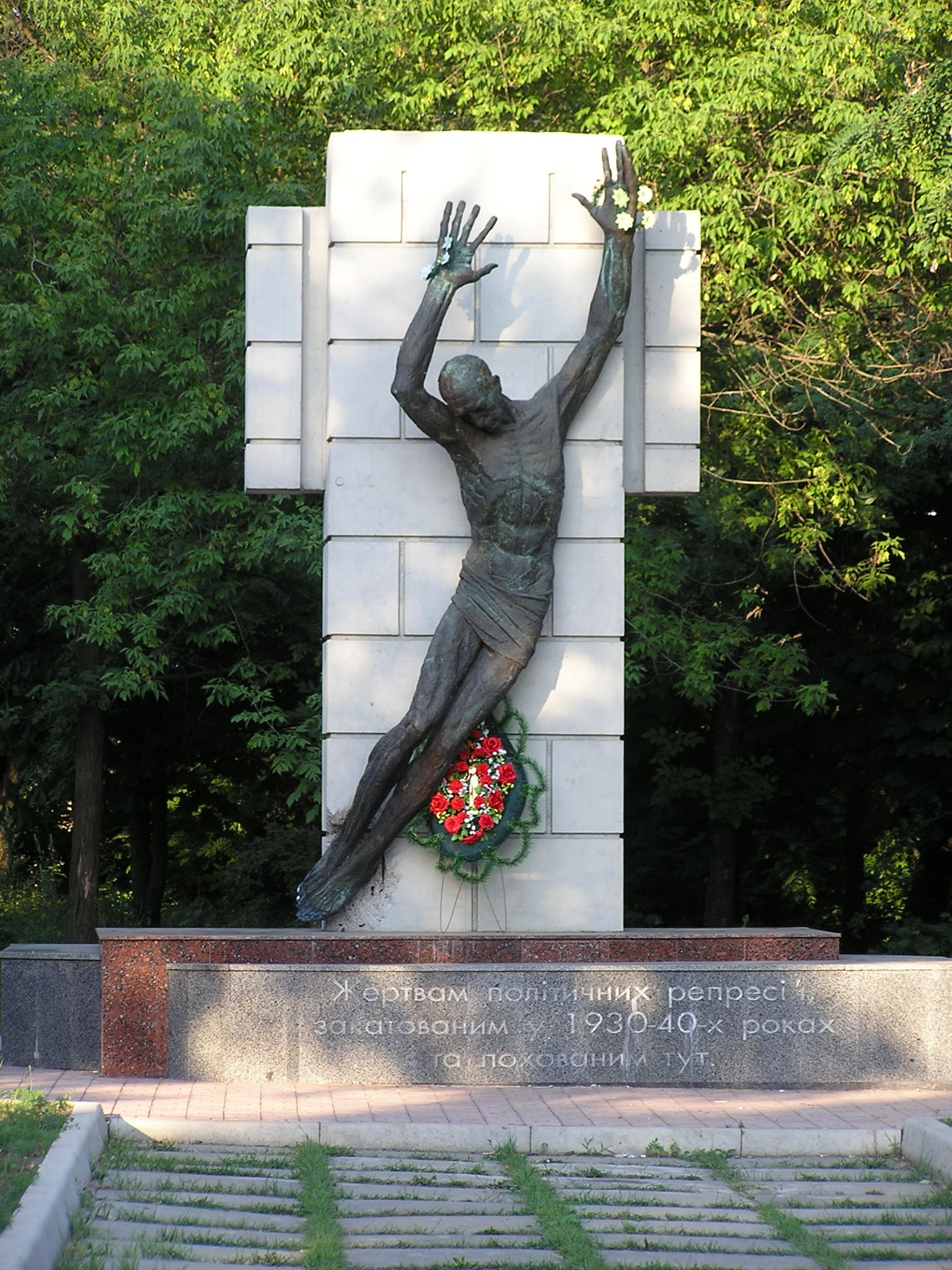
Denkmal der Opfer der Stalinschen Säuberungen auf dem Rukentschow-Feld in Donezk

Nach der Oktoberrevolution ging Scholz 1919 nach Charkow und wurde Leiter der Abteilung für Bauingenieurwesen für den Verkehrswegesüdbezirk. 1922 wurde er Leiter der Arbeiten des Ukrgosstroi-Trusts in Sumy. 1924 wurde er Vizechef der Arbeiten der Belgoroder Ukrgosstroi-Abteilung. Er nahm am Wiederaufbau der Fabriken und insbesondere der von seinem Vater gebauten Zuckerfabrik Krasnaja Jaruga teil. Als im Frühjahr 1926 die Ukrgosstroi in die Industroi überging, wurde Scholz Rajon-Ingenieur des Rajons Stanitschno-Lugansk. Er wirkte unter anderem am Bau der Krankenhäuser in Sorokino, Rowenki, Brjanka, Sneschnoje und Krasny Lutsch mit. 1929 wurde er Chefingenieur des Baus des Berginstituts Stalino und der dortigen Studentenheime. In Slawjansk war er am Bau der Soda-Fabrik Roter Chemiker beteiligt. 1931 wurde er in Schostka Chefingenieur für den Bau des Heizkraftwerks und der Filmfabrik. 1932 wechselte er nach Charkow. Nach 1933 war er am Bau von Zuckerfabriken in der Oblast Kursk beteiligt. Zuletzt war er Chefingenieur der Mauerziegelfabrik in Armawir.
Am 4. Mai 1938 wurde Scholz vom NKWD in Woroschilowgrad verhaftet, als er seinen Sohn Wiktor dort besuchte. Nach einjähriger Untersuchung wurde er schließlich in Stalino verurteilt und erschossen. Er ruht in einem der Massengräber der Opfer der Stalinschen Säuberungen auf dem Rukentschow-Feld im damaligen Stalino und jetzigem Donezk, auf dem seit 2005 ein von dem Bildhauer Alexander Nikolajewitsch Poroschnjuk und dem Architekten Wladimir Butschek geschaffenes Denkmal  an die Opfer erinnert. Seine Familie wurde 1941 nach Beginn des Deutsch-Sowjetischen Krieges nach Kasachstan verschickt. 1991 wurde Scholz rehabilitiert.

## Werke

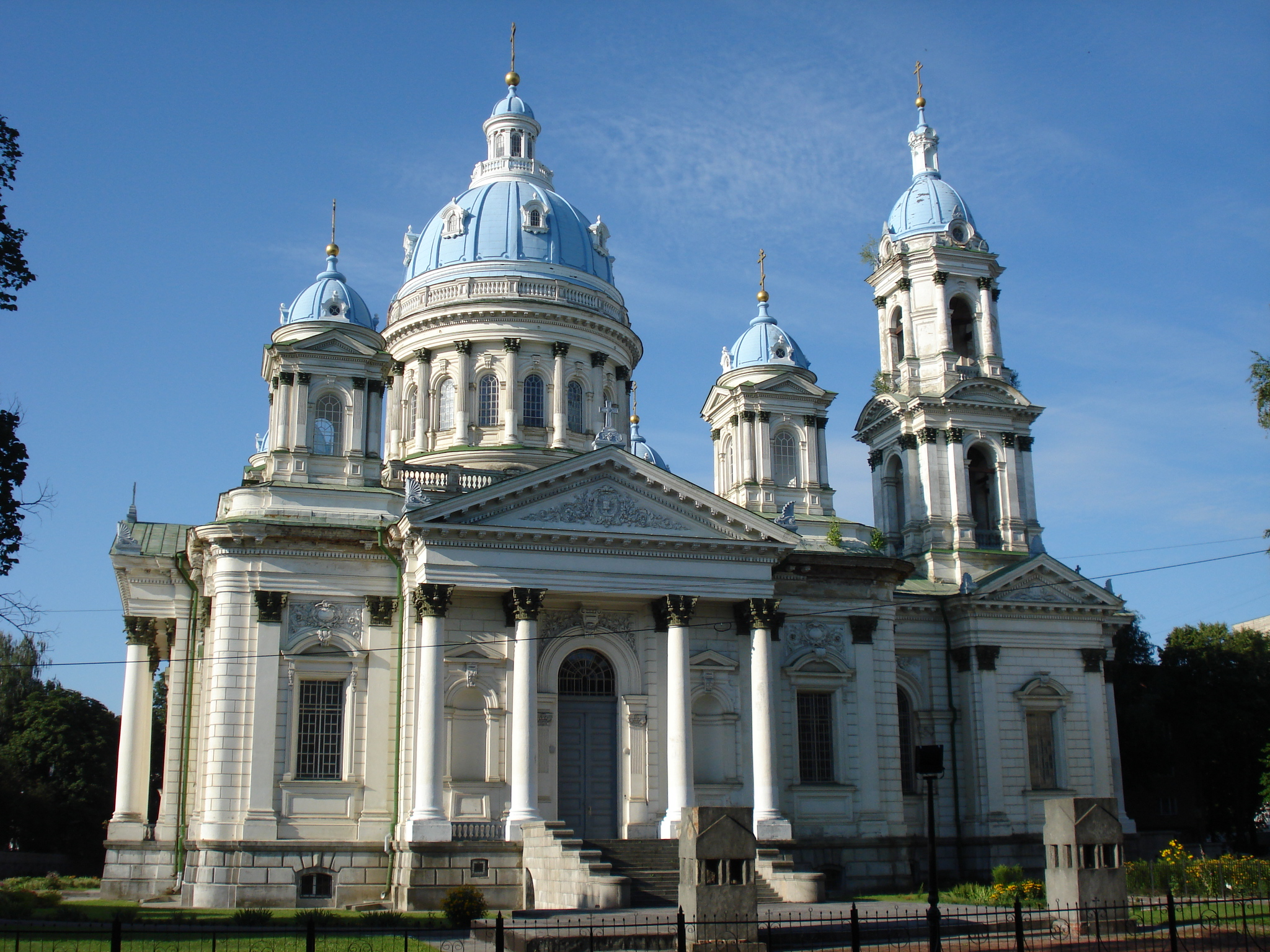
Dreifaltigkeitskathedrale, Sumy
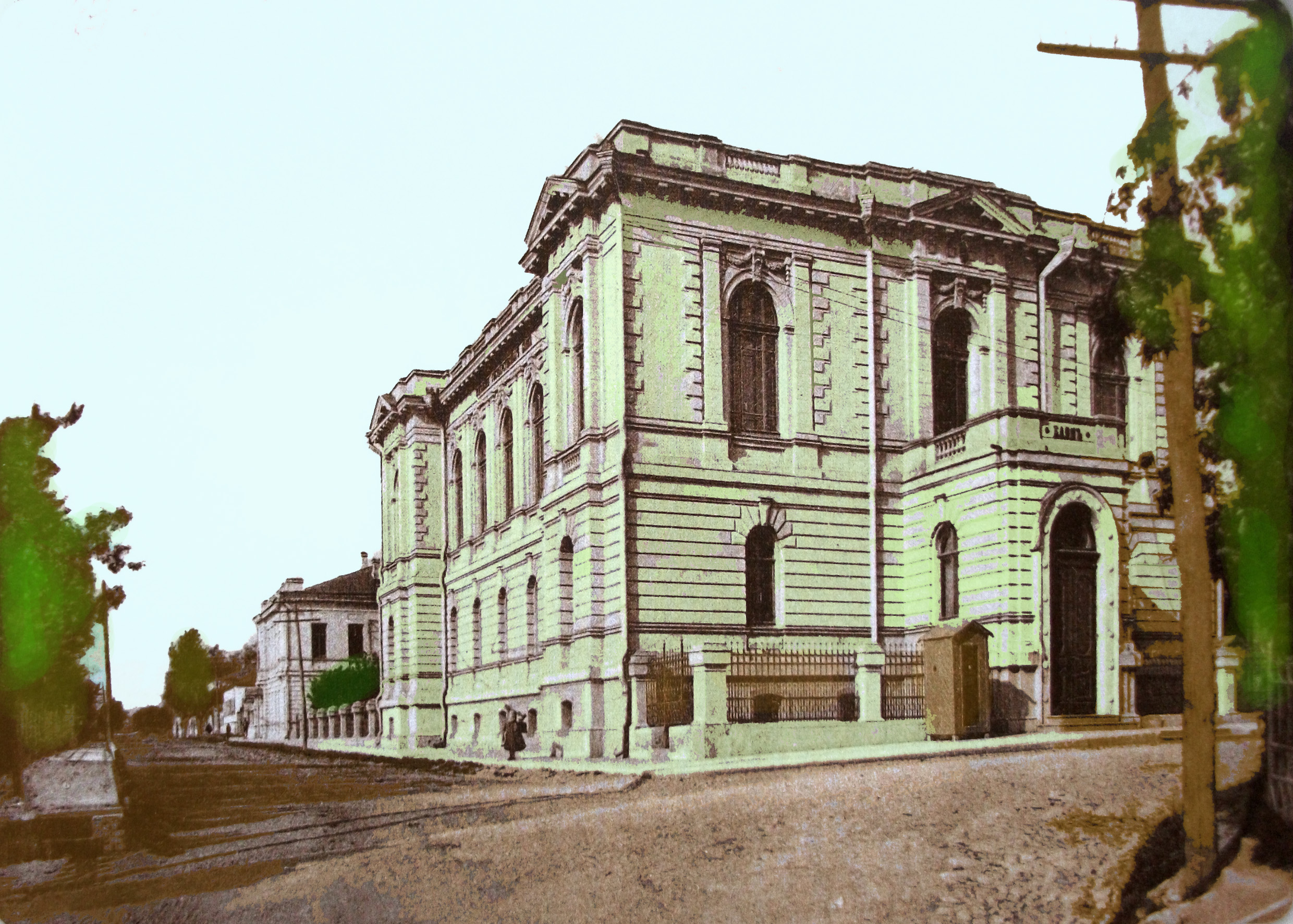
Semstwo-Bank, Sumy
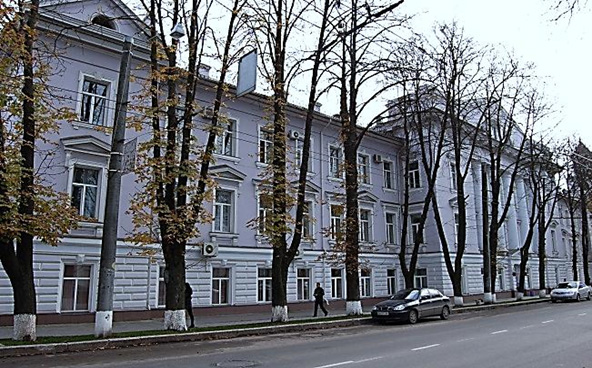
Bezirksgericht, Sumy